# Чемпионат России по лёгкой атлетике 2003
Чемпионат России по лёгкой атлетике 2003 года проводился 7—10 августа в Туле на стадионе «Арсенал». Соревнования являлись отборочными в сборную России на чемпионат мира по лёгкой атлетике, прошедший 23—31 августа в Париже, столице Франции. На протяжении 4 дней было разыграно 38 комплектов медалей.
Чемпионат запомнился двумя мировыми рекордами, авторами которых стали Юлия Печёнкина и Гульнара Самитова. В беге на 400 метров с барьерами Печёнкина в отсутствие всякой конкуренции (серебряная призёрка проиграла почти 4 секунды) пробежала дистанцию за 52,34, что оказалось быстрее предыдущего достижения американки Ким Баттен 8-летней давности на 0,27 секунды.
Самитова установила новый мировой рекорд в самой молодой дисциплине лёгкой атлетики — беге на 3000 метров с препятствиями (впервые будет включена в программу чемпионатов мира лишь в 2005 году). Несмотря на быстрое начало (первый километр — 2.54), Гульнара сумела додержать скорость до финиша и превзошла предыдущее мировое достижение более чем на 8 секунд — 9.08,33. В этом же забеге серебряный призёр чемпионата, Любовь Иванова, установила новый рекорд Европы среди молодёжи (до 23 лет) — 9.24,78.
С лучшим результатом сезона в мире в секторе для метания копья у женщин первенствовала Татьяна Шиколенко — 66,00 м.
Неожиданной оказалась развязка женского турнира в прыжке с шестом. Чемпионское звание завоевала Елена Белякова, оставившая при этом позади двух рекордсменок мира: зимнюю, Светлану Феофанову, и летнюю, Елену Исинбаеву.
Влияние на проведение ряда дисциплин оказал проливной дождь. Из-за него, в частности, вынуждены были прекратить соревнования в прыжке в высоту у женщин Марина Купцова и Анна Чичерова. Лучшей по затраченным попыткам стала Купцова.
На протяжении 2003 года в различных городах были проведены чемпионаты России в отдельных дисциплинах лёгкой атлетики:
- 21—23 февраля — зимний чемпионат России по длинным метаниям (Адлер)
- 1 марта — зимний чемпионат России по спортивной ходьбе (Адлер)
- 2—3 марта — чемпионат России по кроссу (весна) (Кисловодск)
- 29 марта — чемпионат России по горному бегу (вверх) (Железноводск)
- 19 апреля — чемпионат России по бегу на 50 км и 100 км (Черноголовка)
- 10—11 мая — чемпионат России по суточному бегу по стадиону (Москва)
- 18 мая — чемпионат России по марафону (Уфа)
- 24 мая — чемпионат России по горному бегу (вверх-вниз) (Токсово)
- 15—16 июня — чемпионат России по спортивной ходьбе (Чебоксары)
- 2—3 августа — чемпионат России по многоборьям и бегу на 10 000 метров (Тула)
- 6—7 сентября — чемпионат России по суточному бегу по шоссе (Санкт-Петербург)
- 13 сентября — чемпионат России по полумарафону (Новосибирск)

## Медалисты

### Мужчины
| Дисциплина                          | Золото                                                                              | Золото             | Серебро                                                                          | Серебро            | Бронза                                                                               | Бронза             |
| ----------------------------------- | ----------------------------------------------------------------------------------- | ------------------ | -------------------------------------------------------------------------------- | ------------------ | ------------------------------------------------------------------------------------ | ------------------ |
| 100 м (ветер: −1,0 м/с)             | Александр Смирнов Москва Карелия                                                    | 10,55              | Александр Рябов Москва Самарская область                                         | 10,55              | Андрей Епишин Московская область Москва                                              | 10,63              |
| 200 м (ветер: −1,4 м/с)             | Евгений Воробьёв Санкт-Петербург                                                    | 21,18              | Валерий Кирдяшёв Волгоградская область                                           | 21,32              | Дмитрий Васильев Нижегородская область                                               | 21,37              |
| 400 м                               | Антон Галкин Санкт-Петербург                                                        | 45,90              | Андрей Рудницкий Тюменская область ХМАО                                          | 46,06              | Дмитрий Форшев Свердловская область                                                  | 46,28              |
| 800 м                               | Дмитрий Богданов Московская область Санкт-Петербург                                 | 1.46,76            | Рамиль Ариткулов Челябинская область Башкортостан                                | 1.46,83            | Артём Мастров Татарстан                                                              | 1.47,89            |
| 1500 м                              | Вячеслав Шабунин Москва                                                             | 3.38,86            | Роман Тарасов Ростовская область                                                 | 3.40,66            | Дмитрий Онуфриенко Москва Нижегородская область                                      | 3.41,47            |
| 5000 м                              | Михаил Егинов Москва Вологодская область                                            | 13.57,90           | Сергей Лукин Санкт-Петербург                                                     | 13.58,56           | Сергей Иванов Москва Чувашия                                                         | 13.59,29           |
| 3000 м с препятствиями              | Роман Усов Курская область Челябинская область                                      | 8.33,08            | Андрей Ольшанский Москва Волгоградская область                                   | 8.35,26            | Андрей Фарносов Москва Московская область                                            | 8.41,03            |
| 110 м с барьерами (ветер: −3,1 м/с) | Сергей Чепига Москва Северная Осетия                                                | 13,72              | Андрей Кислых Новосибирская область Кемеровская область                          | 13,96              | Игорь Перемота Челябинская область                                                   | 13,97              |
| 400 м с барьерами                   | Борис Горбань Москва                                                                | 49,30              | Владислав Ширяев Челябинская область                                             | 49,80              | Руслан Мащенко Воронежская область Свердловская область                              | 50,07              |
| Прыжок в высоту                     | Ярослав Рыбаков Москва Ярославская область                                          | 2,28 м             | Пётр Брайко Санкт-Петербург                                                      | 2,25 м             | не вручалась                                                                         |                    |
| Прыжок в высоту                     | Ярослав Рыбаков Москва Ярославская область                                          | 2,28 м             | Михаил Цветков Москва Рязанская область                                          | 2,25 м             | не вручалась                                                                         |                    |
| Прыжок с шестом                     | Вадим Строгалёв Москва                                                              | 5,60 м             | Игорь Павлов Москва Орловская область                                            | 5,60 м             | Павел Герасимов Москва                                                               | 5,60 м             |
| Прыжок в длину                      | Виталий Шкурлатов Волгоградская область Рязанская область                           | 8,23 м (0,0 м/с)   | Данил Буркеня Москва                                                             | 8,23 м (+0,4 м/с)  | Андрей Брагин Москва Саратовская область                                             | 8,12 м (+0,6 м/с)  |
| Тройной прыжок                      | Виталий Москаленко Московская область Москва                                        | 17,17 м (+0,8 м/с) | Игорь Спасовходский Москва                                                       | 16,95 м (−0,4 м/с) | Виктор Гущинский Москва Красноярский край                                            | 16,87 м (+0,4 м/с) |
| Толкание ядра                       | Павел Чумаченко Иркутская область                                                   | 20,51 м            | Павел Софьин Москва                                                              | 19,32 м            | Григорий Панфилов Иркутская область Бурятия                                          | 19,31 м            |
| Метание диска                       | Дмитрий Шевченко Краснодарский край                                                 | 65,16 м            | Александр Боричевский Санкт-Петербург                                            | 59,23 м            | Вячеслав Ивашкин Москва Ставропольский край                                          | 58,51 м            |
| Метание молота                      | Илья Коновалов Курская область                                                      | 82,28 м            | Алексей Загорный Москва Ярославская область                                      | 80,13 м            | Сергей Кирмасов Орловская область                                                    | 79,17 м            |
| Метание копья                       | Сергей Макаров Московская область                                                   | 85,46 м            | Александр Иванов Москва Санкт-Петербург                                          | 82,17 м            | Владимир Чижов Чувашия Новосибирская область                                         | 76,97 м            |
| Эстафета 4×100 м                    | Краснодарский край Антон Абрамкин Виктор Базаров Сергей Яркин Александр Волков      | 40,46              | Свердловская область Денис Камалов Сергей Петкевич Владимир Ерыкалов Яков Петров | 40,80              | Пермская область Эдуард Нигматуллин Дмитрий Тарасюк Денис Бусовиков Илья Нигматуллин | 40,82              |
| Эстафета 4×400 м                    | Санкт-Петербург · Игорь Васильев · Андрей Семёнов · Евгений Воробьёв · Антон Галкин | 3.05,23            | Москва · Дмитрий Петров · Роман Маренков · Кирилл Седых · Роман Матвеев          | 3.07,96            | Нижегородская область Сергей Бабаев Евгений Лебедев Алексей Коконин Олег Мишуков     | 3.08,36            |

### Женщины
| Дисциплина                          | Золото                                                                                 | Золото             | Серебро                                                                               | Серебро            | Бронза                                                                                       | Бронза             |
| ----------------------------------- | -------------------------------------------------------------------------------------- | ------------------ | ------------------------------------------------------------------------------------- | ------------------ | -------------------------------------------------------------------------------------------- | ------------------ |
| 100 м (ветер: −0,8 м/с)             | Юлия Табакова Тульская область Калужская область                                       | 11,23              | Марина Кислова Москва Санкт-Петербург                                                 | 11,32              | Ольга Фёдорова Свердловская область                                                          | 11,38              |
| 200 м (ветер: −1,8 м/с)             | Елена Болсун Иркутская область                                                         | 23,23              | Ольга Халандырёва Москва Тульская область                                             | 23,42              | Екатерина Кондратьева Нижегородская область                                                  | 23,47              |
| 400 м                               | Наталья Назарова Москва                                                                | 49,78              | Олеся Зыкина Тульская область Калужская область                                       | 50,39              | Светлана Гончаренко Ростовская область Ставропольский край                                   | 50,93              |
| 800 м                               | Наталья Хрущелёва Свердловская область                                                 | 1.58,07            | Наталья Евдокимова Санкт-Петербург                                                    | 1.58,75            | Светлана Клюка Москва Хабаровский край                                                       | 1.59,02            |
| 1500 м                              | Татьяна Томашова Пермская область                                                      | 4.01,19            | Елена Задорожная Иркутская область                                                    | 4.01,45            | Екатерина Розенберг Москва Орловская область                                                 | 4.01,76            |
| 5000 м                              | Гульнара Самитова Татарстан                                                            | 15.04,58           | Татьяна Хмелёва Москва Чувашия                                                        | 15.15,40           | Алёна Самохвалова Башкортостан                                                               | 15.15,75           |
| 3000 м с препятствиями              | Гульнара Самитова Татарстан                                                            | 9.08,33            | Любовь Иванова Москва Санкт-Петербург                                                 | 9.24,78            | Екатерина Волкова Курская область Татарстан                                                  | 9.32,31            |
| 100 м с барьерами (ветер: −2,3 м/с) | Наталья Шеходанова Красноярский край Чувашия                                           | 13,02              | Мария Коротеева Московская область                                                    | 13,16              | Ирина Шевченко Московская область Краснодарский край                                         | 13,18              |
| 400 м с барьерами                   | Юлия Печёнкина Московская область Красноярский край                                    | 52,34              | Оксана Гулумян Москва Алтайский край                                                  | 56,14              | Евгения Исакова Санкт-Петербург                                                              | 56,25              |
| Прыжок в высоту                     | Марина Купцова Москва                                                                  | 1,98 м             | Анна Чичерова Москва Ростовская область                                               | 1,98 м             | Ольга Калитурина Рязанская область                                                           | 1,95 м             |
| Прыжок с шестом                     | Елена Белякова Москва                                                                  | 4,60 м             | Светлана Феофанова Москва                                                             | 4,60 м             | Татьяна Полнова Краснодарский край                                                           | 4,40 м             |
| Прыжок с шестом                     | Елена Белякова Москва                                                                  | 4,60 м             | Светлана Феофанова Москва                                                             | 4,60 м             | Елена Исинбаева Волгоградская область                                                        | 4,40 м             |
| Прыжок в длину                      | Ольга Рублёва Волгоградская область                                                    | 6,89 м (+1,3 м/с)  | Татьяна Котова Москва Алтайский край                                                  | 6,78 м (+0,3 м/с)  | Татьяна Тер-Месробьян Санкт-Петербург                                                        | 6,74 м (+2,0 м/с)  |
| Тройной прыжок                      | Надежда Баженова Москва Владимирская область                                           | 14,35 м (−0,4 м/с) | Елена Олейникова Москва                                                               | 14,25 м (−0,7 м/с) | Виктория Гурова Краснодарский край Ростовская область                                        | 14,12 м (−0,2 м/с) |
| Толкание ядра                       | Светлана Кривелёва Московская область                                                  | 20,77 м            | Ирина Коржаненко Ростовская область                                                   | 20,17 м            | Ольга Рябинкина Санкт-Петербург Брянская область                                             | 19,97 м            |
| Метание диска                       | Наталья Садова Нижегородская область                                                   | 63,58 м            | Ольга Чернявская Москва Ставропольский край                                           | 57,59 м            | Наталья Амплеева Москва                                                                      | 57,57 м            |
| Метание молота                      | Ольга Кузенкова Смоленская область                                                     | 74,98 м            | Елена Коневцова Московская область                                                    | 69,59 м            | Алла Давыдова Москва                                                                         | 67,02 м            |
| Метание копья                       | Татьяна Шиколенко Краснодарский край                                                   | 66,00 м            | Валерия Забрускова Ставропольский край                                                | 61,94 м            | Татьяна Федотова Чувашия                                                                     | 57,47 м            |
| Эстафета 4×100 м                    | Свердловская область Елена Колесникова Маргарита Конойко Ирина Хабарова Ольга Фёдорова | 44,31              | Чувашия · Ульяна Васильева · Ольга Максимова · Наталья Дашина · Галина Майорова       | 46,07              | Нижегородская область Марина Гришакова Оксана Миронова Екатерина Самко Екатерина Кондратьева | 46,10              |
| Эстафета 4×400 м                    | Москва · Жанна Кащеева · Ирина Росихина · Анна Ткач · Ольга Максимова                  | 3.33,78            | Нижегородская область Юлия Сотникова Мария Дряхлова Марина Гришакова Наталья Сёмичева | 3.36,61            | Свердловская область Ольга Голендухина Олеся Красномовец Ольга Котлярова Екатерина Бикерт    | 3.36,72            |

## Зимний чемпионат России по длинным метаниям
Зимний чемпионат России по длинным метаниям 2003 прошёл 21—23 февраля в Адлере на стадионе «Юность-2001». В программе соревнований были представлены метание диска, метание молота и метание копья. 20-летний копьеметатель Александр Иванов единственный из всех участников метнул снаряд за 80 метров и выиграл уже третий титул чемпиона страны в карьере. Высокие результаты были показаны в мужском метании молота, где победителя Алексея Загорного от серебряного призёра Ильи Коновалова отделили считанные сантиметры (79,66 м против 79,38 м).

### Мужчины
| Дисциплина     | Золото                                      | Золото  | Серебро                                   | Серебро | Бронза                               | Бронза  |
| -------------- | ------------------------------------------- | ------- | ----------------------------------------- | ------- | ------------------------------------ | ------- |
| Метание диска  | Александр Боричевский Санкт-Петербург       | 57,50 м | Юрий Сеськин Санкт-Петербург              | 57,28 м | Дмитрий Кипрюшин Воронежская область | 54,70 м |
| Метание молота | Алексей Загорный Москва Ярославская область | 79,66 м | Илья Коновалов Курская область            | 79,38 м | Сергей Кирмасов Орловская область    | 78,52 м |
| Метание копья  | Александр Иванов Санкт-Петербург Москва     | 82,57 м | Владислав Шкурлатов Волгоградская область | 78,39 м | Денис Давыдов Белгородская область   | 76,66 м |

### Женщины
| Дисциплина     | Золото                             | Золото  | Серебро                               | Серебро | Бронза                                | Бронза  |
| -------------- | ---------------------------------- | ------- | ------------------------------------- | ------- | ------------------------------------- | ------- |
| Метание диска  | Наталья Амплеева Москва            | 59,04 м | Ольга Чернявская Ставропольский край  | 58,18 м | Людмила Рублёвская Краснодарский край | 57,48 м |
| Метание молота | Ольга Кузенкова Смоленская область | 67,48 м | Алла Давыдова Москва                  | 66,76 м | Лариса Тарасюк Ростовская область     | 59,28 м |
| Метание копья  | Оксана Громова Москва              | 57,49 м | Екатерина Ивакина Ставропольский край | 57,01 м | Оксана Ярыгина Ставропольский край    | 57,00 м |

## Зимний чемпионат России по спортивной ходьбе
Зимний чемпионат России по спортивной ходьбе 2003 прошёл 1 марта в Адлере. Мужчины соревновались на дистанциях 20 км и 35 км, женщины — на 20 км. Лучший результат на турнире показал Семён Ловкин. В заходе на нестандартную дистанцию 35 км он установил новое высшее мировое достижение — 2:24.25.

### Мужчины
| Дисциплина      | Золото                                             | Золото  | Серебро                                     | Серебро | Бронза                                       | Бронза  |
| --------------- | -------------------------------------------------- | ------- | ------------------------------------------- | ------- | -------------------------------------------- | ------- |
| Ходьба на 20 км | Илья Марков Свердловская область Самарская область | 1:20.05 | Андрей Стадничук Москва Кемеровская область | 1:20.28 | Константин Голубцов Москва Орловская область | 1:20.28 |
| Ходьба на 35 км | Семён Ловкин Мордовия Удмуртия                     | 2:24.25 | Степан Юдин Мордовия                        | 2:25.38 | Сергей Кирдяпкин Мордовия                    | 2:26.31 |

### Женщины
| Дисциплина      | Золото                                    | Золото  | Серебро                   | Серебро | Бронза                                       | Бронза  |
| --------------- | ----------------------------------------- | ------- | ------------------------- | ------- | -------------------------------------------- | ------- |
| Ходьба на 20 км | Антонина Петрова Москва Орловская область | 1:27.14 | Лариса Емельянова Чувашия | 1:27.23 | Татьяна Сибилёва Челябинская область Чувашия | 1:27.54 |

## Чемпионат России по кроссу (весна)
Весенний чемпионат России по кроссу состоялся 2—3 марта 2003 года в Кисловодске, Ставропольский край. На километровом кругу около Старого озера были разыграны 4 комплекта наград. Мужчины соревновались на дистанциях 4 км и 12 км, женщины — 4 км и 8 км. Триумфатором чемпионата стал Сергей Лукин из Санкт-Петербурга, выигравший оба мужских забега.

### Мужчины
| Дисциплина  | Золото                       | Золото | Серебро                         | Серебро | Бронза                              | Бронза |
| ----------- | ---------------------------- | ------ | ------------------------------- | ------- | ----------------------------------- | ------ |
| Кросс 4 км  | Сергей Лукин Санкт-Петербург | 11.51  | Алексей Веселов Санкт-Петербург | 11.55   | Павел Шаповалов Хабаровский край    | 12.04  |
| Кросс 12 км | Сергей Лукин Санкт-Петербург | 37.12  | Сергей Федотов Бурятия          | 37.17   | Дмитрий Семёнов Вологодская область | 37.22  |

### Женщины
| Дисциплина | Золото                                    | Золото | Серебро                                              | Серебро | Бронза                                | Бронза |
| ---------- | ----------------------------------------- | ------ | ---------------------------------------------------- | ------- | ------------------------------------- | ------ |
| Кросс 4 км | Ольга Романова Московская область Чувашия | 13.09  | Анастасия Зубова Московская область Пермская область | 13.29   | Екатерина Приладных Читинская область | 13.32  |
| Кросс 8 км | Виктория Климина Приморский край          | 26.49  | Алевтина Иванова Московская область Марий Эл         | 28.02   | Альбина Иванова Чувашия Москва        | 28.05  |

## Чемпионат России по горному бегу (вверх)
IV чемпионат России по горному бегу (вверх) состоялся 29 марта 2003 года в Железноводске, Ставропольский край. Участники впервые выявляли сильнейших на трассе, проложенной на склоне горы Бештау (предыдущие три первенства прошли в Кисловодске на Большом Седле). На старт вышли 62 участника (41 мужчина и 21 женщина) из 20 регионов России. Соревнования проходили в сложных погодных условиях, на занесённой снегом трассе.

### Мужчины
| Дисциплина                        | Золото                              | Золото | Серебро                     | Серебро | Бронза                              | Бронза |
| --------------------------------- | ----------------------------------- | ------ | --------------------------- | ------- | ----------------------------------- | ------ |
| 4,8 км перепад высот: +825 м −0 м | Олег Харитонов Свердловская область | 32.50  | Александр Болтачёв Удмуртия | 33.18   | Вячеслав Буслаев Смоленская область | 33.41  |

### Женщины
| Дисциплина                        | Золото                             | Золото | Серебро                           | Серебро | Бронза                      | Бронза |
| --------------------------------- | ---------------------------------- | ------ | --------------------------------- | ------- | --------------------------- | ------ |
| 3,9 км перепад высот: +577 м −0 м | Ирина Можарова Саратовская область | 29.27  | Нина Беликова Саратовская область | 30.03   | Нелли Ерофеева Башкортостан | 30.26  |

## Чемпионат России по бегу на 50 и 100 км
Чемпионат России по бегу на 50 и 100 километров прошёл 19 апреля в подмосковном городе Черноголовка одновременно с чемпионатом Европы. В забегах приняли участие 250 спортсменов из 16 стран континента. Среди мужчин первым на финише с рекордом трассы (6:28.27) стал Фарит Ганиев — он был объявлен чемпионом России, однако европейский титул достался другому россиянину, Григорию Мурзину. Такая ситуация возникла из-за того, что Ганиев не был заявлен за сборную страны в зачёте чемпионата Европы. В женском забеге такой проблемы не возникло, и Татьяна Жиркова официально стала лучшей как в стране, так и на континенте с новым рекордом Европы — 7:19.51.

### Мужчины
| Дисциплина | Золото                               | Золото  | Серебро                              | Серебро | Бронза                           | Бронза  |
| ---------- | ------------------------------------ | ------- | ------------------------------------ | ------- | -------------------------------- | ------- |
| 50 км      | Вячеслав Родионов Ивановская область | 2:56.14 | Юрий Гордеев Удмуртия                | 3:04.18 | Александр Болтачёв Удмуртия      | 3:08.08 |
| 100 км     | Фарит Ганиев Удмуртия                | 6:28.27 | Григорий Мурзин Свердловская область | 6:29.41 | Олег Руденко Саратовская область | 6:33.42 |

### Женщины
| Дисциплина | Золото                               | Золото  | Серебро                               | Серебро | Бронза                              | Бронза  |
| ---------- | ------------------------------------ | ------- | ------------------------------------- | ------- | ----------------------------------- | ------- |
| 50 км      | Ирина Аверьянова Саратовская область | 3:31.12 | Светлана Чурикова Воронежская область | 3:51.42 | Нурзия Багманова Московская область | 3:52.32 |
| 100 км     | Татьяна Жиркова Саха−Якутия          | 7:19.51 | Елена Нургалиева Пермская область     | 7:31.14 | не вручалась                        |         |
| 100 км     | Татьяна Жиркова Саха−Якутия          | 7:19.51 | Олеся Нургалиева Пермская область     | 7:31.14 | не вручалась                        |         |

## Чемпионат России по суточному бегу по стадиону
Чемпионат России по суточному бегу по стадиону прошёл 10—11 мая на стадионе «Октябрь» в Москве в рамках XII сверхмарафона «Сутки бегом». На старт вышли 63 легкоатлета из 27 регионов страны (54 мужчины и 9 женщин). Самый молодой участник забега, 21-летний Дмитрий Тишин, впервые в карьере выиграл национальный чемпионат.

### Мужчины
| Дисциплина   | Золото                           | Золото    | Серебро                              | Серебро   | Бронза                               | Бронза    |
| ------------ | -------------------------------- | --------- | ------------------------------------ | --------- | ------------------------------------ | --------- |
| Суточный бег | Дмитрий Тишин Краснодарский край | 247 705 м | Андрей Казанцев Свердловская область | 230 101 м | Владимир Курбатов Краснодарский край | 226 000 м |

### Женщины
| Дисциплина   | Золото                | Золото    | Серебро                             | Серебро   | Бронза                             | Бронза    |
| ------------ | --------------------- | --------- | ----------------------------------- | --------- | ---------------------------------- | --------- |
| Суточный бег | Галина Ерёмина Москва | 207 366 м | Надежда Тарасова Московская область | 194 349 м | Галина Гордеева Московская область | 173 877 м |

## Чемпионат России по марафону
Чемпионат России по марафону 2003 состоялся 18 мая в Уфе. В соревнованиях женщин свой прошлогодний титул чемпионки защитила Татьяна Золотарёва.

### Мужчины
| Дисциплина | Золото                                | Золото  | Серебро                         | Серебро | Бронза                             | Бронза  |
| ---------- | ------------------------------------- | ------- | ------------------------------- | ------- | ---------------------------------- | ------- |
| Марафон    | Алексей Соколов (ст.) Санкт-Петербург | 2:13.25 | Алексей Веселов Санкт-Петербург | 2:14.35 | Олег Стрижаков Воронежская область | 2:14.55 |

### Женщины
| Дисциплина | Золото                             | Золото  | Серебро                  | Серебро | Бронза                                | Бронза  |
| ---------- | ---------------------------------- | ------- | ------------------------ | ------- | ------------------------------------- | ------- |
| Марафон    | Татьяна Золотарёва Санкт-Петербург | 2:35.34 | Елена Бикулова Татарстан | 2:38.15 | Ирина Сонгерлайнен Мурманская область | 2:44.51 |

## Чемпионат России по горному бегу (вверх-вниз)
V чемпионат России по горному бегу (вверх-вниз) состоялся 24 мая 2003 года в посёлке Токсово, Ленинградская область. На старт вышли 19 участников (13 мужчин и 6 женщин) из 8 регионов страны.

### Мужчины
| Дисциплина                           | Золото                      | Золото | Серебро            | Серебро | Бронза                              | Бронза  |
| ------------------------------------ | --------------------------- | ------ | ------------------ | ------- | ----------------------------------- | ------- |
| 12 км перепад высот: +1400 м −1400 м | Александр Болтачёв Удмуртия | 59.30  | Юрий Усачёв Москва | 1:00.31 | Алексей Ефремов Ярославская область | 1:01.46 |

### Женщины
| Дисциплина                          | Золото                               | Золото | Серебро                            | Серебро | Бронза                     | Бронза |
| ----------------------------------- | ------------------------------------ | ------ | ---------------------------------- | ------- | -------------------------- | ------ |
| 6,9 км перепад высот: +800 м −800 м | Ксения Агафонова Ярославская область | 40.21  | Ирина Можарова Саратовская область | 42.17   | Светлана Тихонова Удмуртия | 43.25  |

## Чемпионат России по спортивной ходьбе
Чемпионат России по спортивной ходьбе 2003 года прошёл 15—16 июня в Чебоксарах. Были разыграны 3 комплекта медалей на олимпийских дистанциях 20 км у мужчин и женщин и 50 км у мужчин. Трасса была проложена по набережной залива реки Волги. В соревнованиях, являвшихся финальным этапом отбора в сборную России на чемпионат мира, приняли участие 197 спортсменов из 19 регионов страны.

### Мужчины
| Дисциплина      | Золото                                    | Золото  | Серебро                    | Серебро | Бронза                                        | Бронза  |
| --------------- | ----------------------------------------- | ------- | -------------------------- | ------- | --------------------------------------------- | ------- |
| Ходьба на 20 км | Виктор Бураев Мордовия Пензенская область | 1:20.56 | Владимир Канайкин Мордовия | 1:21.23 | Владимир Станкин Челябинская область Мордовия | 1:21.32 |
| Ходьба на 50 км | Денис Нижегородов Мордовия                | 3:43.27 | Владимир Потёмин Мордовия  | 3:45.27 | Николай Матюхин Москва Московская область     | 3:47.36 |

### Женщины
| Дисциплина      | Золото                              | Золото  | Серебро                          | Серебро | Бронза                                       | Бронза  |
| --------------- | ----------------------------------- | ------- | -------------------------------- | ------- | -------------------------------------------- | ------- |
| Ходьба на 20 км | Татьяна Гудкова Челябинская область | 1:28.37 | Людмила Ефимкина Москва Мордовия | 1:29.28 | Татьяна Короткова Москва Костромская область | 1:29.35 |

## Чемпионат России по многоборьям и бегу на 10 000 метров
Чемпионат России 2003 в беге на 10 000 метров и дисциплинах многоборья был проведён 2—3 августа в Туле. Состязания прошли на стадионе «Арсенал». В соревнованиях многоборцев из-за различных причин не приняли участие в розыгрыше медалей лидеры сборной — Лев Лободин и действующая чемпионка мира Елена Прохорова. Лободин пропускал чемпионат в связи с травмой, а Прохорова завершила борьбу после четырёх видов, сославшись на индивидуальный план подготовки. В беге на 10 000 метров первым финишную линию пересёк украинец Евгений Божко (28.44,99), а звание чемпиона страны досталось пришедшему следом Дмитрию Максимову. Чемпионат венчал забег на аналогичную дистанцию у женщин, в котором все три призёра «выбежали» из 31 минуты, а Галина Богомолова установила новый рекорд России — 30.46,48. Предыдущий рекорд Ольги Бондаренко 17-летней давности (30.57,21) был превышен и серебряным призёром, Аллой Жиляевой.

### Мужчины
| Дисциплина  | Золото                                    | Золото     | Серебро                                   | Серебро    | Бронза                                | Бронза    |
| ----------- | ----------------------------------------- | ---------- | ----------------------------------------- | ---------- | ------------------------------------- | --------- |
| 10 000 м    | Дмитрий Максимов Вологодская область      | 28.54,75   | Сергей Емельянов Москва Чувашия           | 28.57,81   | Александр Васильев Москва Чувашия     | 29.12,17  |
| Десятиборье | Сергей Никитин Москва Кемеровская область | 7916 очков | Николай Тищенко Москва Краснодарский край | 7880 очков | Николай Аверьянов Челябинская область | 7853 очка |

### Женщины
| Дисциплина | Золото                             | Золото     | Серебро                                        | Серебро    | Бронза                          | Бронза     |
| ---------- | ---------------------------------- | ---------- | ---------------------------------------------- | ---------- | ------------------------------- | ---------- |
| 10 000 м   | Галина Богомолова Башкортостан     | 30.46,48   | Алла Жиляева Курская область Орловская область | 30.57,14   | Лидия Григорьева Москва Чувашия | 30.57,83   |
| Семиборье  | Наталья Рощупкина Липецкая область | 6170 очков | Елена Чернявская Белгородская область          | 6137 очков | Алёна Ивлева Томская область    | 5966 очков |

## Чемпионат России по суточному бегу по шоссе
Чемпионат России по суточному бегу по шоссе прошёл 6—7 сентября в Санкт-Петербурге в рамках 17-го пробега «Испытай себя». На старт вышли 67 легкоатлетов (56 мужчин и 11 женщин). Ирина Реутович установила рекорд пробега, показав результат мирового уровня — 233 550 м. У мужчин Анатолий Кругликов всего на 2 километра опередил ближайшего преследователя Владимира Бычкова. Оба призёра показали результат больше 250 км.

### Мужчины
| Дисциплина   | Золото                                | Золото    | Серебро                              | Серебро   | Бронза                       | Бронза    |
| ------------ | ------------------------------------- | --------- | ------------------------------------ | --------- | ---------------------------- | --------- |
| Суточный бег | Анатолий Кругликов Смоленская область | 254 278 м | Владимир Бычков Белгородская область | 252 014 м | Олег Яковлев Курская область | 234 081 м |

### Женщины
| Дисциплина   | Золото                                 | Золото    | Серебро                         | Серебро   | Бронза                  | Бронза    |
| ------------ | -------------------------------------- | --------- | ------------------------------- | --------- | ----------------------- | --------- |
| Суточный бег | Ирина Реутович Калининградская область | 233 550 м | Ирина Коваль Московская область | 207 498 м | Римма Пальцева Марий Эл | 203 026 м |

## Чемпионат России по полумарафону
Чемпионат России по полумарафону 2003 состоялся 13 сентября в Новосибирске в рамках VI Новосибирского полумарафона памяти Александра Раевича. Соревнования являлись отборочными в сборную команду России для участия в чемпионате мира по полумарафону, назначенному на 4 октября в португальской Виламуре. В холодную и дождливую погоду мужской забег выиграл Павел Кокин, установивший новый рекорд трассы — 1:03.35.

### Мужчины
| Дисциплина  | Золото                   | Золото  | Серебро                    | Серебро | Бронза                        | Бронза  |
| ----------- | ------------------------ | ------- | -------------------------- | ------- | ----------------------------- | ------- |
| Полумарафон | Павел Кокин Башкортостан | 1:03.35 | Александр Васильев Чувашия | 1:03.41 | Григорий Андреев Башкортостан | 1:03.45 |

### Женщины
| Дисциплина  | Золото                   | Золото  | Серебро                     | Серебро | Бронза                              | Бронза  |
| ----------- | ------------------------ | ------- | --------------------------- | ------- | ----------------------------------- | ------- |
| Полумарафон | Лидия Григорьева Чувашия | 1:10.09 | Галина Александрова Чувашия | 1:10.30 | Ирина Сафарова Оренбургская область | 1:10.34 |

## Состав сборной России для участия в чемпионате мира
По итогам чемпионата и с учётом выполнения необходимых нормативов, в состав сборной для участия в чемпионате мира по лёгкой атлетике в Париже вошло 100 легкоатлетов:
Мужчины
400 м: Антон Галкин.

Эстафета 4х400 м: Антон Галкин, Андрей Рудницкий, Дмитрий Форшев, Александр Усов, Олег Мишуков, Евгений Лебедев, Руслан Мащенко.

800 м: Юрий Борзаковский — имел освобождение от отбора, Дмитрий Богданов.

1500 м: Вячеслав Шабунин.

3000 м с препятствиями: Павел Потапович — имел освобождение от отбора.

400 м с барьерами: Борис Горбань.

Прыжок в высоту: Ярослав Рыбаков, Пётр Брайко, Михаил Цветков.

Прыжок с шестом: Вадим Строгалёв, Павел Герасимов.

Прыжок в длину: Виталий Шкурлатов, Данил Буркеня.

Тройной прыжок: Виталий Москаленко, Игорь Спасовходский.

Толкание ядра: Павел Чумаченко, Павел Софьин.

Метание диска: Дмитрий Шевченко, Александр Боричевский.

Метание молота: Илья Коновалов, Алексей Загорный, Сергей Кирмасов.

Метание копья: Сергей Макаров, Александр Иванов.

Десятиборье: Лев Лободин, Александр Погорелов — имели освобождение от отбора.

Ходьба 20 км: Роман Рассказов — имел специальное приглашение ИААФ как действующий чемпион мира, Владимир Андреев, Илья Марков, Виктор Бураев.

Ходьба 50 км: Герман Скурыгин, Алексей Воеводин, Денис Нижегородов.
Женщины
100 м: Юлия Табакова, Марина Кислова.

200 м: Анастасия Капачинская — имела освобождение от отбора, Светлана Гончаренко.

Эстафета 4х100 м: Юлия Табакова, Марина Кислова, Ольга Халандырёва, Ольга Фёдорова, Ирина Хабарова, Лариса Круглова.

400 м: Наталья Назарова, Олеся Зыкина, Светлана Поспелова.

Эстафета 4х400 м: Наталья Назарова, Олеся Зыкина, Светлана Гончаренко, Светлана Поспелова, Татьяна Левина, Анастасия Капачинская, Юлия Печёнкина.

800 м: Наталья Хрущелёва, Наталья Евдокимова, Светлана Клюка.

1500 м: Татьяна Томашова, Елена Задорожная, Екатерина Розенберг.

5000 м: Ольга Егорова — имела специальное приглашение ИААФ как действующая чемпионка мира, Гульнара Самитова, Елена Задорожная.

10 000 м: Галина Богомолова, Алла Жиляева, Лидия Григорьева.

Марафон: Светлана Захарова, Ирина Тимофеева, Виктория Климина, Светлана Демиденко, Лариса Зюзько.

100 м с барьерами: Светлана Лаухова — имела освобождение от отбора, Наталья Шеходанова, Мария Коротеева.

400 м с барьерами: Юлия Печёнкина.

Прыжок в высоту: Марина Купцова, Анна Чичерова, Ольга Калитурина.

Прыжок с шестом: Елена Белякова, Светлана Феофанова, Елена Исинбаева.

Прыжок в длину: Ольга Рублёва, Татьяна Котова, Людмила Галкина.

Тройной прыжок: Татьяна Лебедева — имела специальное приглашение ИААФ как действующая чемпионка мира, Анна Пятых — имела освобождение от отбора, Надежда Баженова, Елена Олейникова.

Толкание ядра: Светлана Кривелёва, Ирина Коржаненко, Ольга Рябинкина.

Метание диска: Наталья Садова.

Метание молота: Ольга Кузенкова, Елена Коневцова, Алла Давыдова.

Метание копья: Татьяна Шиколенко, Валерия Забрускова.

Семиборье: Елена Прохорова — имела специальное приглашение ИААФ как действующая чемпионка мира, Наталья Рощупкина, Елена Чернявская.

Ходьба 20 км: Олимпиада Иванова — имела специальное приглашение ИААФ как действующая чемпионка мира, Елена Николаева, Наталья Федоськина, Татьяна Гудкова.